# Sulfură de carbon
Sulfura de carbon (engleză carbon disulfide) are formula chimică CS2 este unul dintre cele mai importante combinații ale sulfului cu carbonul.

## Proprietăți
Sulfura de carbon este un lichid incolor, inflamabil, care are un miros plăcut aromatic ca și eterul dar numai în stare pură, impur având un miros neplăcut. Iodul, sulful, seleniul și fosforul alb se dizolvă ușor în sulfură de carbon în care se dizolvă și grăsimile din care cauză poate produce intoxicații pătrunzând ușor prin piele sau mucoasele respiratorii. Intoxicațiile acute se manifestă prin înroșirea feței, stări de euforie, urmată de pierderea cunoștinței, comă cu paralizia respirației. Intoxicațile cronice apar la inhalări de doze mai mici și repetate, vor apare simptome ca dureri de cap, tulburări vizuale, auz, piederea parțială a memoriei (amnezie) inflamații ale nervilor și vaselor.

## Utilizări
Sulfura de carbon este folosit la 
- fabricarea unor insecticide[3]
- producerea fibrelor de celuloză, care au fost inițial alcalinizate prin tratare cu hidroxid de sodiu diluat.
- utilizat ca diluant al grăsimilor, și în spectroscopie în domeniul infraroșu
- producerea de Dimercaptoisotrithion (substanțe heterociclice fără sulf)
- identificarea diamantelor veritabile.

Identificarea sulfurii de carbon se face prin reacția de culoare (galben) cu dietilamină:
{\displaystyle \mathrm {Cu^{+2}2\left[(C_{2}H_{5})_{2}N-CS_{2}\right]^{-1}} }